# Самосдельское городище
Самосдельское городище — остатки средневекового городского поселения в Камызякском районе Астраханской области.
Городище расположено в дельте Волги, в 43 км ниже Астрахани, на правом берегу реки Старая Волга, или Бирюль, в 1 км к западу от села Самосделка.
В культурном слое Самосдельского городища содержатся остатки сразу трёх городов, последовательно сменявших друг друга, — предположительно хазарского (IX—X веков), предмонгольского (XI—XII веков) и золотоордынского (XIII—XIV веков) времени.
Самосдельское городище стало известно как предположительное место расположения последней столицы Хазарского каганата — города Итиль (Атиль), но на нём не найдена характерная для Хазарии салтово-маяцкая керамика. Средние слои (датирующиеся XI—XII веками) соотносятся с существовавшим в дельте Волги торговым городом Саксин (Саджсин), который известен по описаниям арабского купца и путешественника Абу Хамида аль-Гарнати. Верхние слои, по одной из версий, соотносятся с золотоордынским городом Суммеркентом, упоминаемым Гильомом де Рубруком, который проезжал через дельту Волги в 1254 году, по другой — с продолжавшим существовать в XIII—XIV веках городом Саксином.

## История исследования

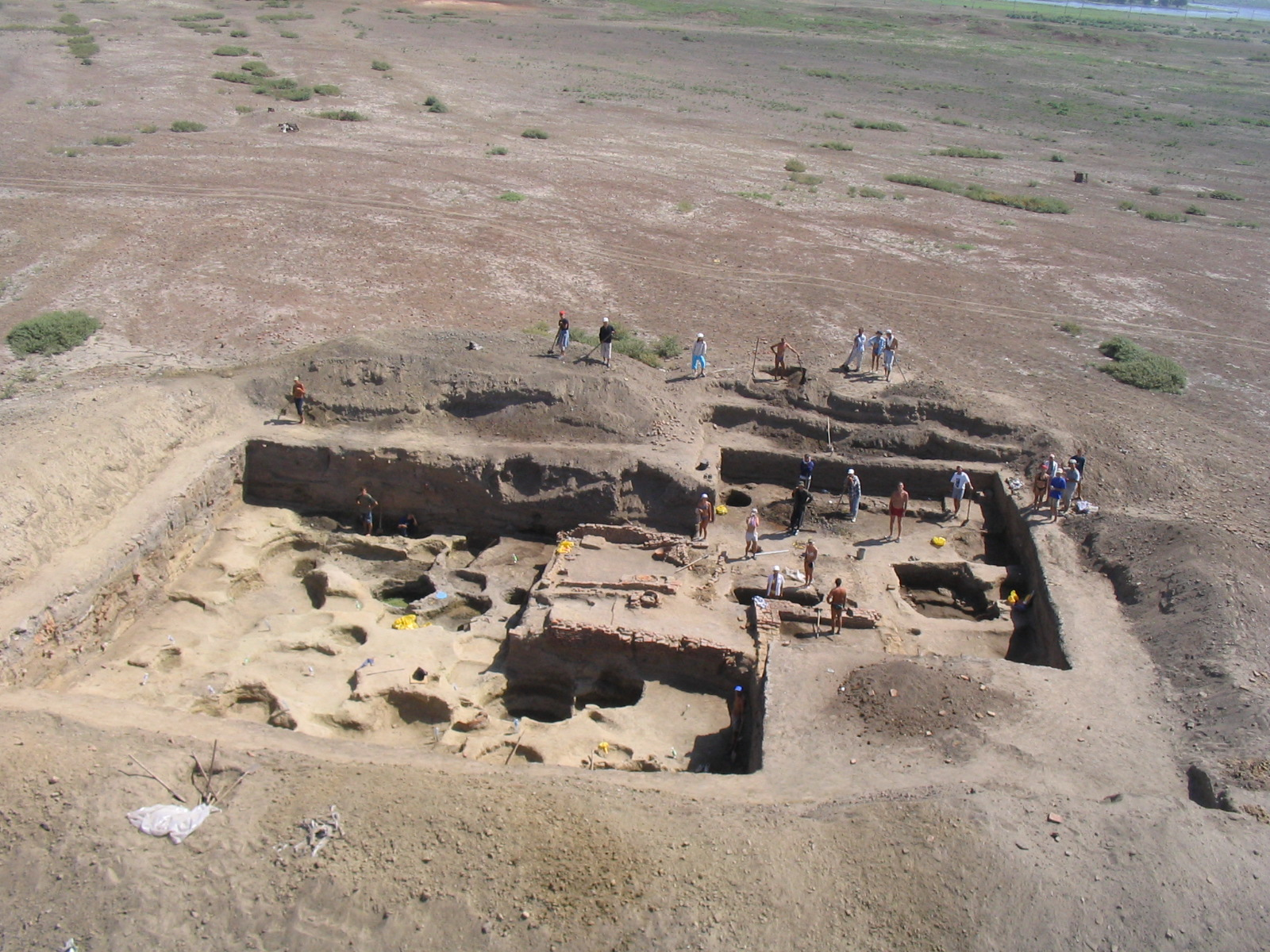
Вид на раскоп № 1 с высоты птичьего полёта

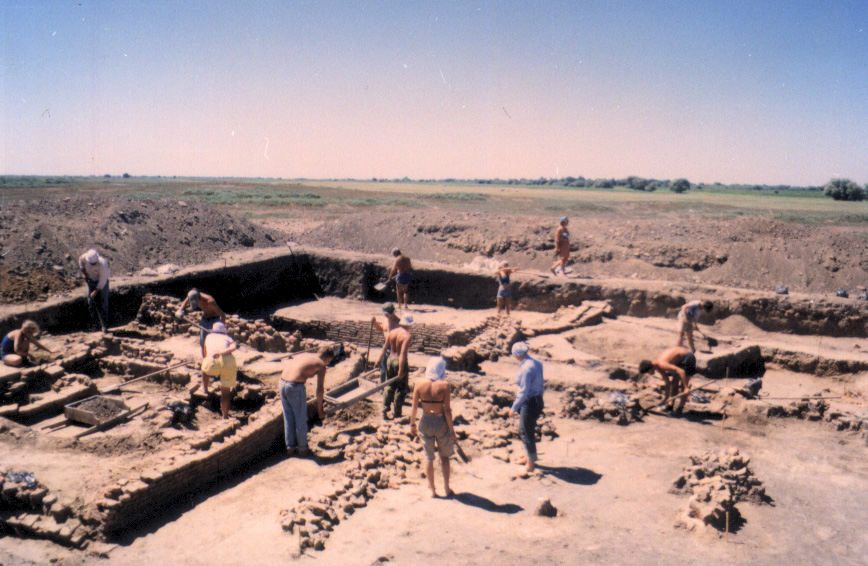
Исследование квартала XI—XII вв. на Самосдельском городище (Раскоп № 1)

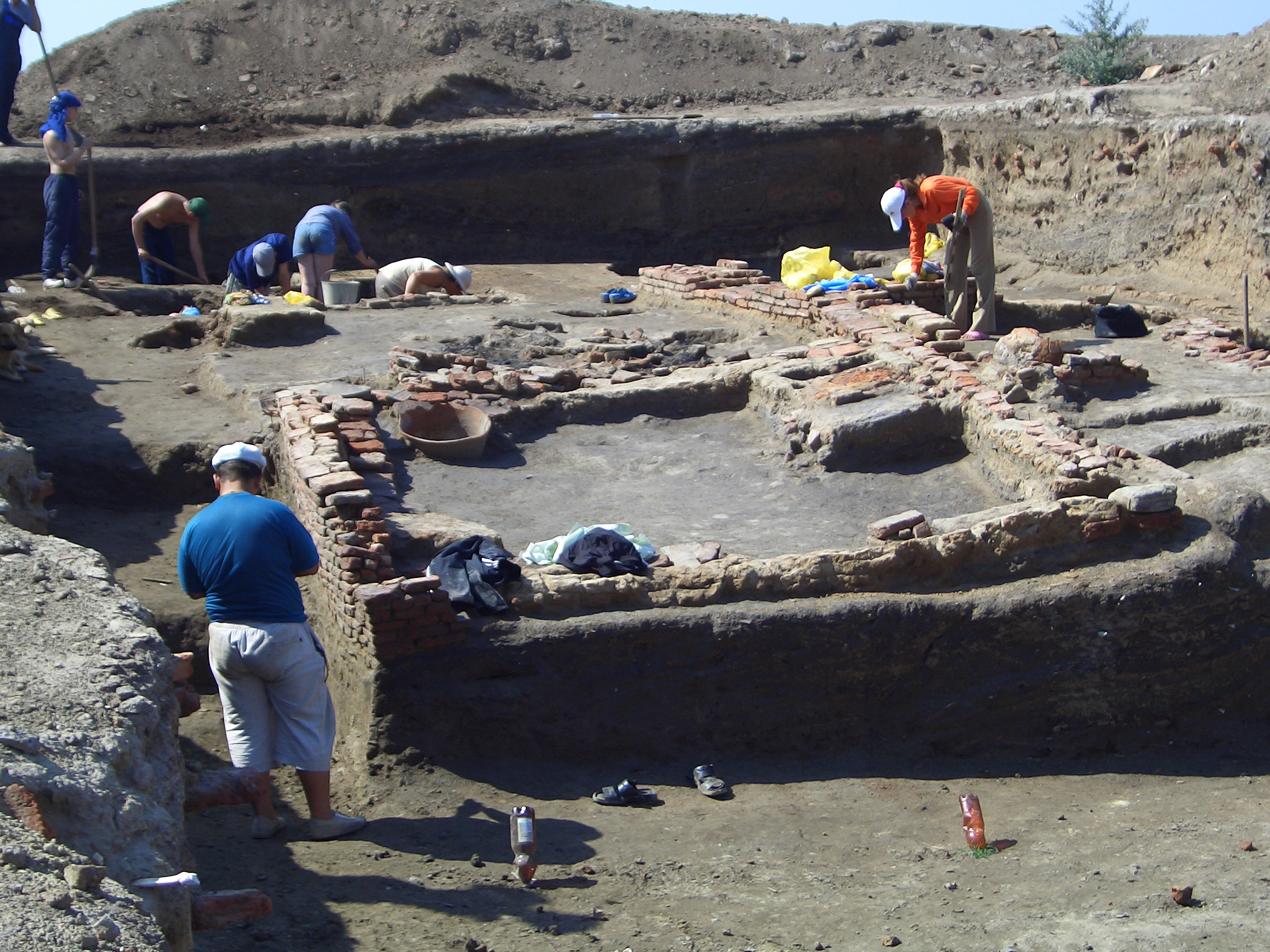
Раскопки жилища XI—XII вв. на Самосдельском городище

Развалины средневекового города у села Самосделка исследовались Астраханским губернским статкомитетом ещё в 1898 году по указанию астраханского губернатора, однако результаты исследований неизвестны.
Самосдельское городище золотоордынского времени упоминается в книге В. Л. Егорова.
В 1989 году школьным учителем села Самосделка Александром Пуховым была собрана на территории городища значительная коллекция керамического материала и передана в Госдирекцию охраны историко-культурного наследия Астраханской области. Керамика относилась к периоду IX—X веков, что пробудило интерес к данному памятнику и позволило сделать предположение о наличии на нём слоёв хазарского времени.
В 1990 году были начаты рекогносцировочные исследования экспедицией Госдирекции под руководством С. А. Котенькова. В 1990—1995 гг. была собрана большая коллекция подъёмного материала, проведена шурфовка и в общих чертах определены границы городища, начаты ограниченные раскопки (раскоп № 1), зачищены имевшиеся обнажения и определена мощность культурного слоя. Кроме того, был снят топографический план городища. В исследованиях участвовали астраханские археологи В. А. Никонов, Д. В. Васильев, Д. В. Кутуков, С. А. Пантелеев и др.
Планомерные исследования Самосдельского городища начались в 2000 году, когда Российским Еврейским конгрессом в рамках «Хазарского проекта» (координаторы проекта — д. и. н. В. Я. Петрухин и к. и. н. И. А. Аржанцева) была организована археологическая экспедиция. Руководителями экспедиции являются Э. Д. Зиливинская (Институт этнологии и антропологии РАН) и Д. В. Васильев (Астраханский государственный университет). В 2000—2005 гг. в рамках совместного проекта, а в 2006 году — самостоятельно на городище проводила исследования Т. Ю. Гречкина (ГНПУ «Наследие» Министерства культуры Астраханской области).
Огромную роль в изучении памятника сыграли естественно-научные исследования, и в первую очередь остеологические. Работы Л. В. Яворской (Волгоградский государственный университет) позволили установить, что раскопки ведутся именно в элитной части городища, а также выявить слои, соответствующие монгольскому нашествию, времени существования города Саксин и хазарскому периоду. Исследования А. В. Матвеева позволяют на материалах городища изучать динамику ихтиофауны и рыболовства в дельте Волги. Монетный материал с территории городища был определён Е. Ю. Гончаровым (Институт Востоковедения РАН), его исследования позволили пролить свет на торговые связи центрального региона Хазарии и города Саксин с Закавказьем и Ираном. В ходе археологических исследований производилось также почвоведческое и геофизическое изучение городища. На настоящий момент исследования на городище являются совместным проектом Института этнологии и антропологии РАН им. Н. Н. Миклухо-Маклая и Астраханского государственного университета. Активное участие в исследованиях на городище принимают студенты АГУ.
Раскопки ведутся в островной части городища — на самой высокой её точке. В 2000—2009 гг. велись работы на раскопе № 1 — в центральной части городища, с 2006 исследуется раскоп № 2 — на южном склоне центральной возвышенности, в 2010 году был заложен раскоп № 3 — на северо-западном склоне центральной возвышенности.
В 2005 г. была сделана аэрофотосъёмка городища, которая показала, что в центре его предположительно находится крепость треугольной формы, со стенами, сложенными из обожжённого кирпича. Размеры возвышенности, сформированной развалинами крепости, — 350 х 350×120 м. Внутри этого треугольника сосредоточено наибольшее количество обломков кирпича и керамики. Толщина культурного слоя достигает здесь 3 м, в то время как в остальных частях городища она значительно меньше.
В слоях XII—XIV веков обнаружено большое количество сооружений из обожжённого кирпича вторичного использования. В XIII—XIV веках дома были преимущественно однокомнатными, к XI—XII векам относятся большие многокомнатные здания, выстроенные из сырца и обломков обожжённого кирпича вторичного использования. Первоначальные кирпичные постройки пока не обнаружены. Исследователями предполагается, что строительным материалом для поздних построек служили кирпичи из какой-то крупной постройки хазарского времени (VIII—IX веков) — дворца или крепости.
В нижних слоях памятника обнаружены остатки юртообразных жилищ. Юртообразные жилища на Самосдельском городище заглублены в землю, стены их выстроены из жердей и плетня, обмазанного глиной. Другой тип ранних жилищ — это лёгкие каркасные постройки квадратной или прямоугольной формы. Каркас обычно сделан из деревянных столбов и жердей, вкопанных в землю, пространство между ними заполнено камышом, а сверху стены обмазаны глиной (так называемые турлучные постройки).

## Общая характеристика памятника

### Общие сведения

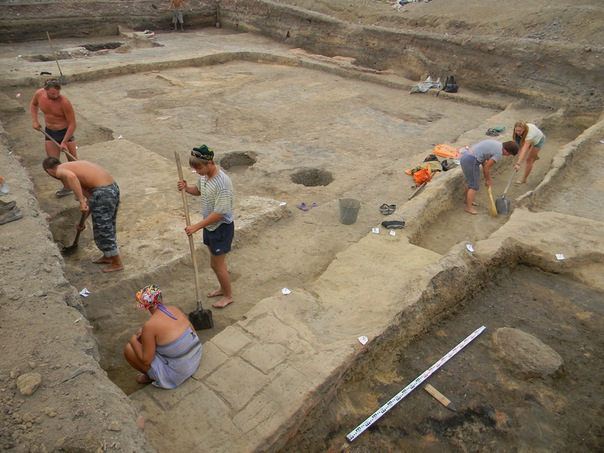
Исследования на раскопе № 2. Уровень XII—XIII вв.

Главная часть городища находится на острове, вытянутом вдоль старого пересохшего русла Волги, который со всех сторон окружён высохшими протоками. В настоящее время эта местность располагается на правом берегу Старой Волги. Предполагаемой восточной границей городища является современное русло реки, северной и северо-западной — старое пересохшее русло Волги — ерик Воложка. На «мысу» между старым и новым руслами находится невысокая всхолмленная возвышенность, образованная напластованиями культурного слоя городища. Длина возвышенности, вытянутой вдоль старого русла Волги с северо-востока на юго-запад, — около 1 км, ширина — около 300—500 м.
В 1,5 км ниже по течению современного русла реки имеются значительные выходы культурного слоя, где река на повороте подмывает береговой обрыв, в районе бывшей паромной переправы. Таким образом, правобережная половина городища состояла, как минимум, из двух частей — северной правобережной (главной, расположенной на островке) и южной правобережной (низинной).
Наличие культурных напластований IX—XIV веков было выявлено и на левом берегу Старой Волги, на территории села Самосделка, а именно — на бэровском бугре, где расположены современные мусульманское и христианское кладбища, поэтому эту территорию можно считать левобережной частью городища, причём эта часть городища наиболее молодая, относящаяся, преимущественно, к эпохе Золотой Орды. Общая площадь памятника, известная на данный момент, составляет около 2 км², что для эпохи средневековья является весьма значительной величиной.

### Город в VIII—X вв.

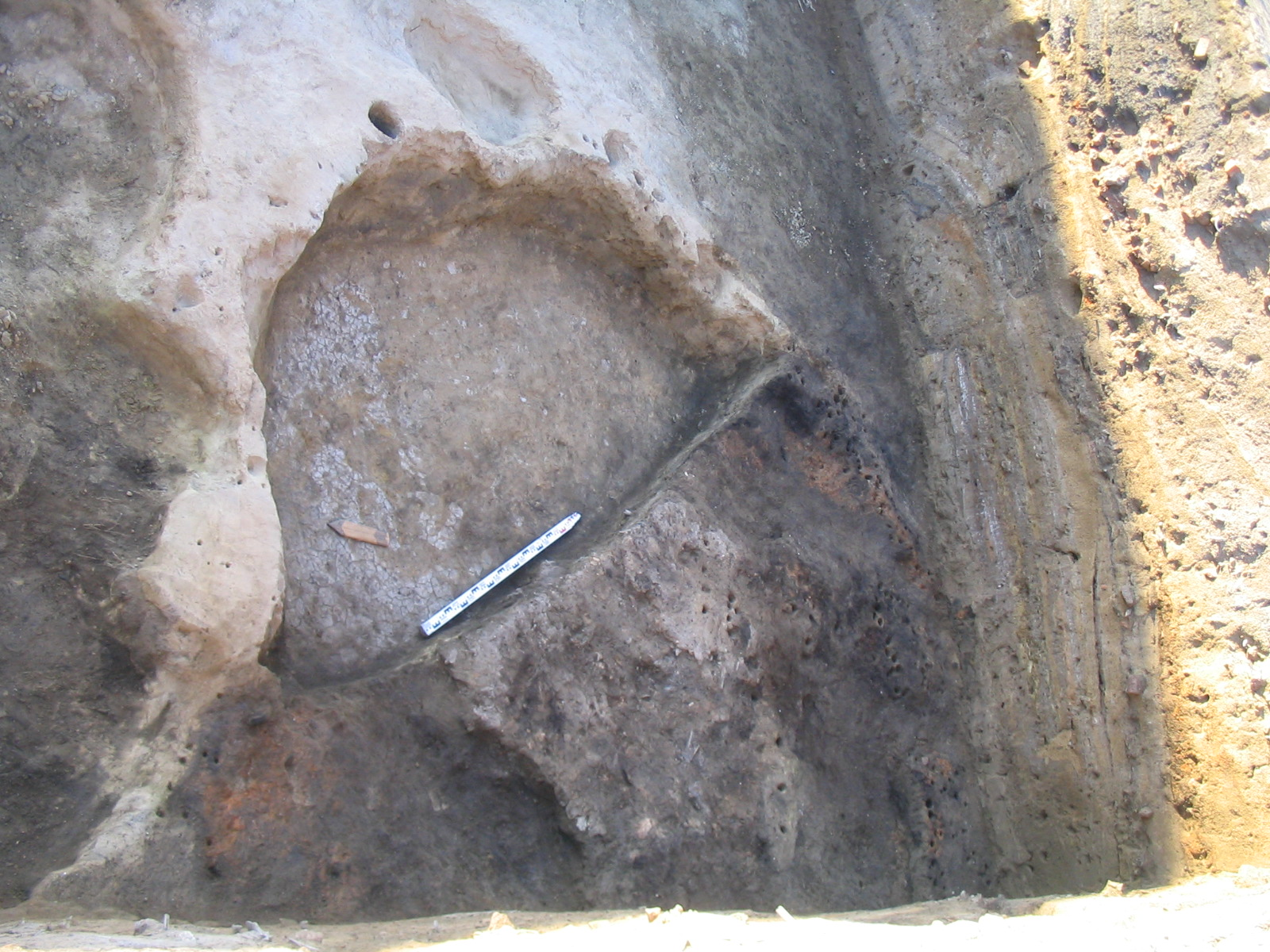
Раскопки остатков юртообразного жилища

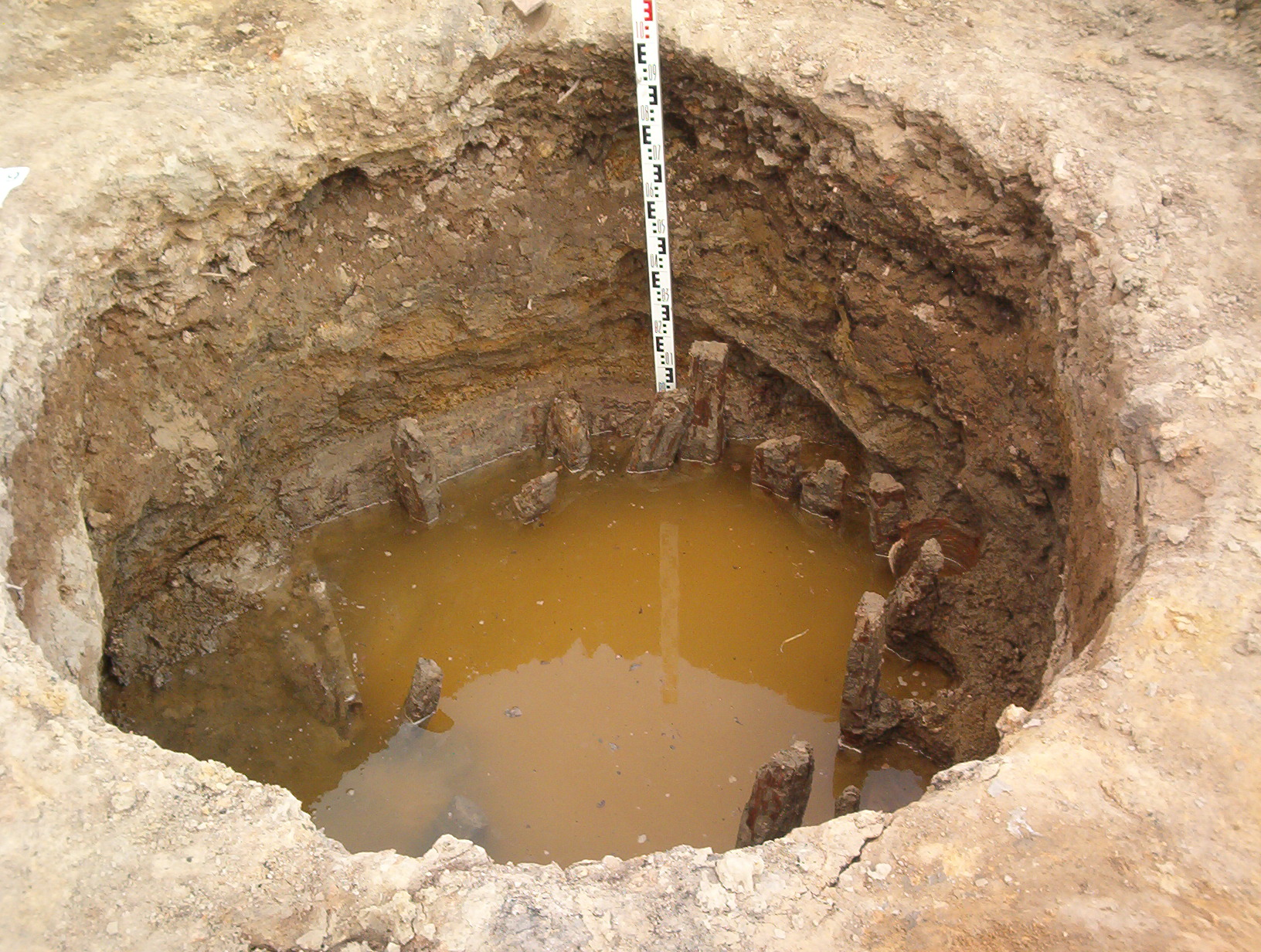
Колодец X века

Анализ археологического материала и данные радиоуглеродных анализов свидетельствуют о том, что Самосдельское городище возникло в хазарское время. В связи с этим поставлен вопрос о возможности соотнесения этого памятника с остатками столицы Хазарского каганата — города Итиля, но салтово-маяцкая керамика на Самосдельском городище не выделена.
Впервые идея о возможном нахождении Итиля, а впоследствии Саксина на Самосдельском городище была высказана С. А. Плетнёвой. Эта же мысль была озвучена д. и. н. В. Я. Петрухиным в телевизионной передаче Александра Гордона 6 февраля 2002 г. В статье 2006 г. этот же исследователь писал, что Самосдельское городище датируется хазарским временем, VIII—X веками, и вероятнее всего является остатками Итиля, а впоследствии Саксина.
В 2008 г. РИА Новости, а вслед за ним ещё ряд изданий написали о «сенсационном открытии Итиля в дельте Волги». После этого Д. В. Васильев и Э. Д. Зиливинская выступили на II Археологическом съезде в Суздале с докладом, в котором впервые выдвинули гипотезу о возможности идентификации Самосдельского городища в качестве древней столицы Хазарского каганата.
Соотнесение нижних слоёв Самосдельского городища с Итилем, по мнению авторов исследований, имеет следующие основания:
1. Планиграфия. Расположение городища в дельте Волги на острове, окружённом со всех сторон протоками и разделённом ериками на несколько частей. Это соответствует описаниям Итиля, составленным арабскими географами и хазарским царём Иосифом.
2. Крепость. Вероятность наличия на городище крепости, построенной из обожжённого кирпича, поднимает статус города и связывает его с царской властью, поскольку кирпичное строительство в каганате являлось царской монополией[20].
3. Жилища. В нижних слоях городища обнаружены юртообразные жилища, которые являются неотъемлемым атрибутом любого известного на данный момент укреплённого поселения хазарского времени[21].
4. Керамика. Керамический комплекс из нижних слоёв Самосдельского городища датируется хазарским временем.
5. Радиоуглеродные даты. Нижние слои Самосдельского городища датируются VIII—IX веками[19].

Вопрос о соотнесении нижних слоёв Самосдельского городища с последней столицей Хазарского каганата продолжает дискутироваться.
В период, предшествовавший переселению огузов на Волгу (IX — первая половина X века), видимо, основу населения городища составляли булгары. Остатки юртообразных жилищ традиционно связываются исследователями с оседающими на землю булгарами С ними же соотносится большое количество лепной керамики «общетюркских» типов без пышной огузской орнаментации.

### Город в XI—XII вв.

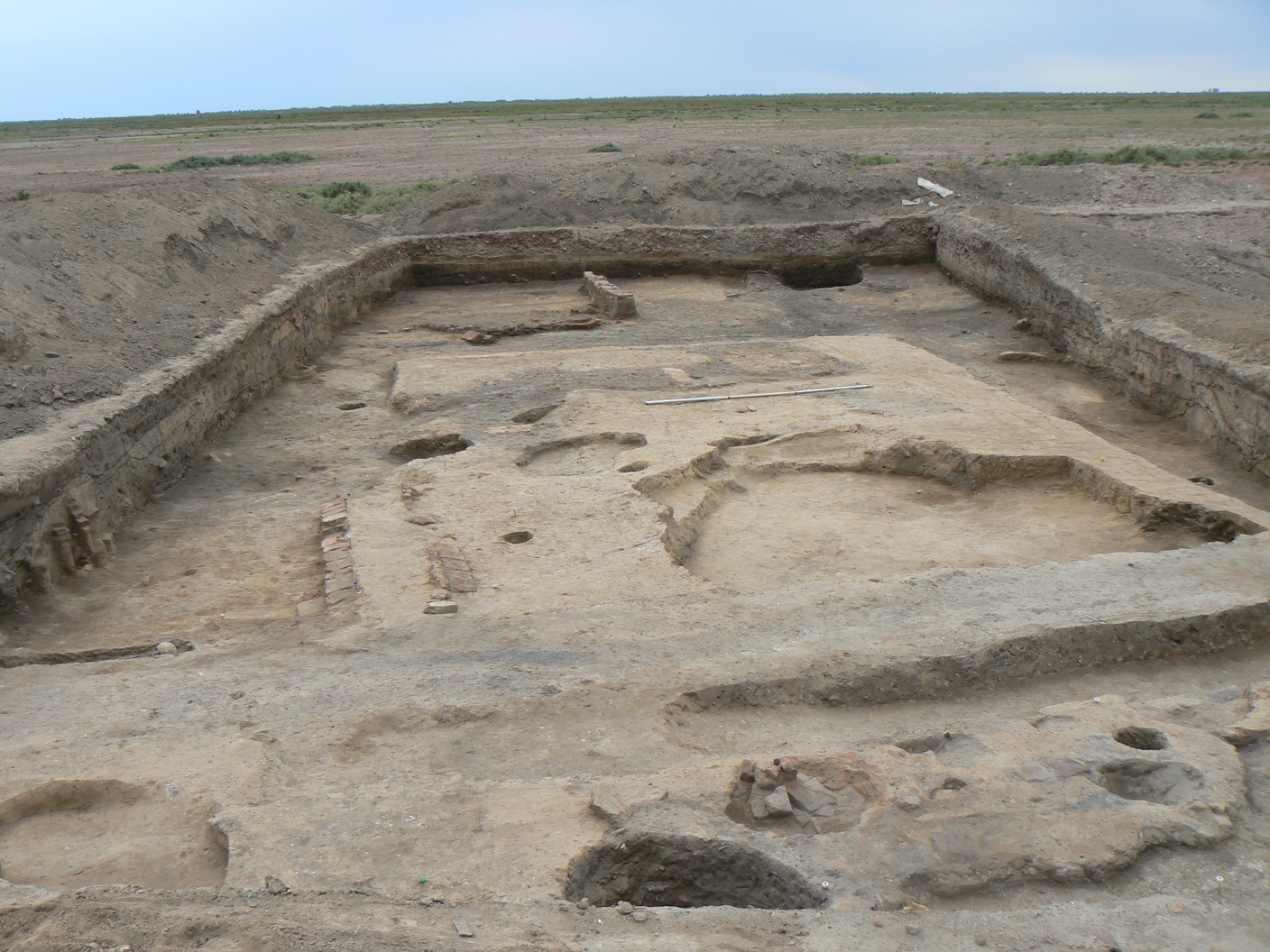
Улицы и остатки сырцовых домов XII—XIII вв. Раскоп № 2. Вид с севера

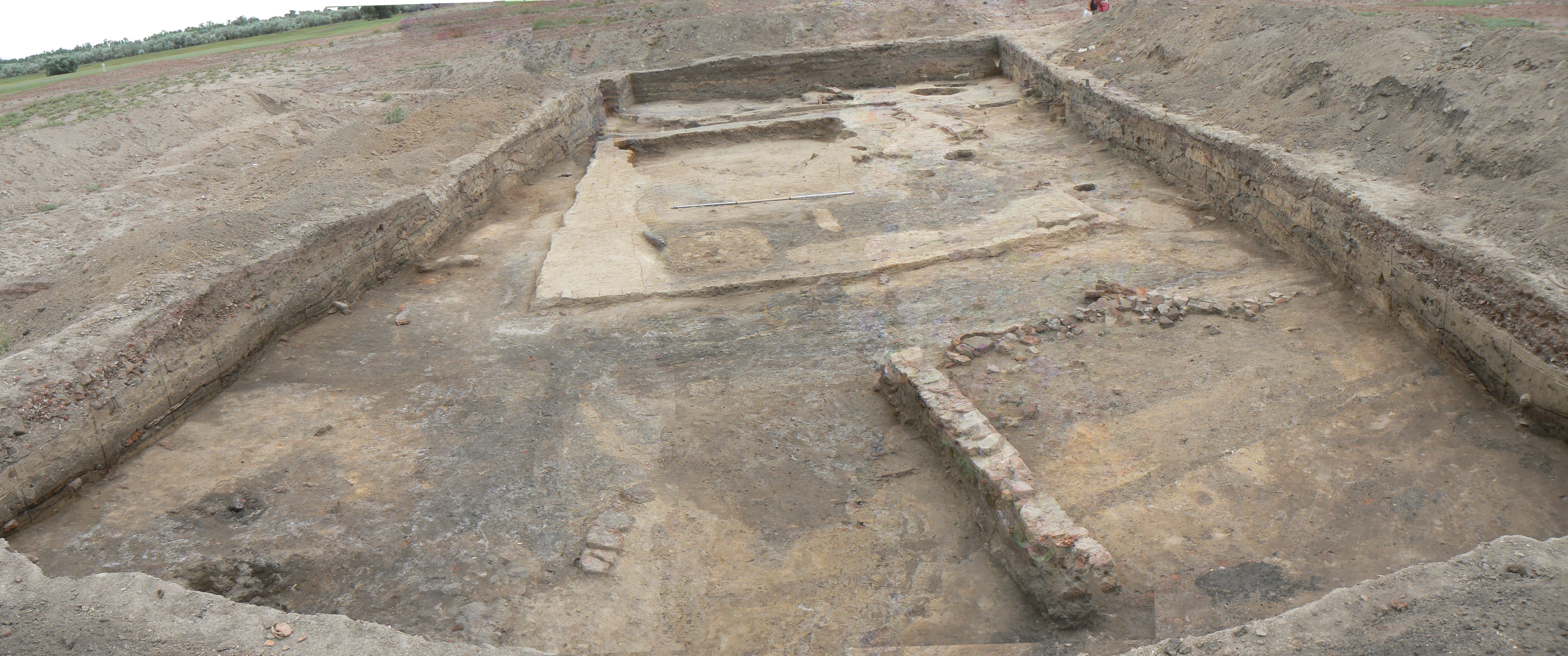
Улицы и остатки сырцовых домов XII—XIII вв. Раскоп № 2. Вид с юга

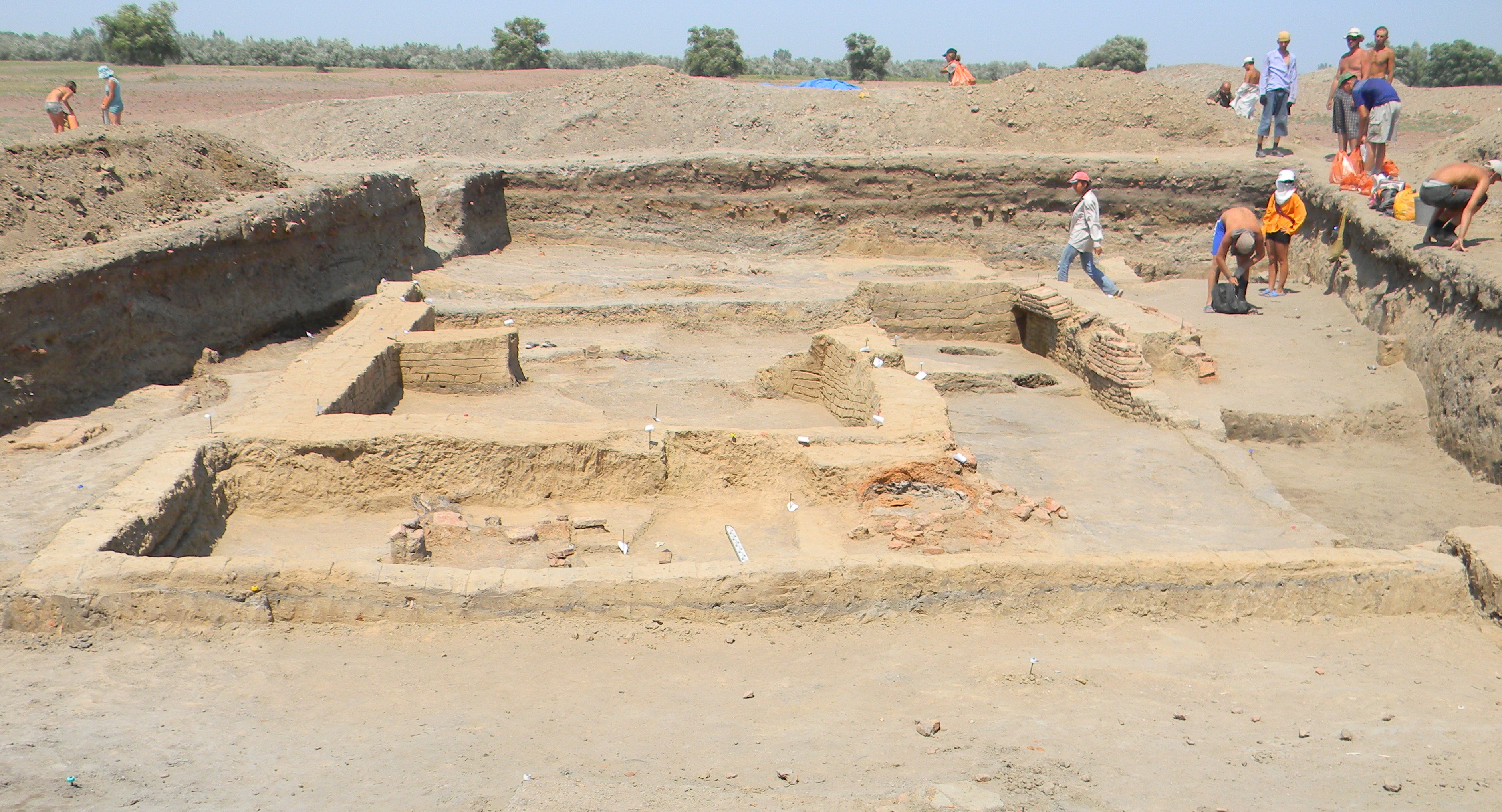
Раскопанный жилой дом XI—XII вв. на раскопе № 2

Масса интересных находок на Самосдельском городище связана с огузами — предками многих современных тюркоязычных народов (туркмен, турок и др.), которые составили основу населения дельты Волги после разгрома Хазарского каганата. Материальная и духовная культура огузов, которых русские летописи именуют «торками», была до сих пор известна в южнорусских степях только по захоронениям, и лишь на Самосдельском городище удалось впервые обнаружить культурные слои поселения, генетически связанного с археологическими культурами Центральной Азии — нижнего и среднего течения Сырдарьи и Семиречья.
Керамика из слоёв XI—XII веков связана своим происхождением со степными комплексами Центрального Казахстана и Приаралья (городища Асанас, Кескен-куюк-кала). Прослеживаются связи керамического комплекса городища с материалами низовий Амударьи (Ток-кала) и средневековыми курганными могильниками Устюрта.
В связи с этим было выдвинуто предположение о возможности выделения в составе населения городища огузского компонента. Существует мнение, что именно огузы составляли гарнизон города-крепости Саркел, защищавшей западные рубежи Хазарского каганата. Из книги ал-Масуди известно, что в столице находилась гвардия хорезмийцев-мусульман. Возможно, что «ал-арсийа» — гвардейцы хазарского царя — являлись огузами — выходцами из Северного Хорезма. Это предположение объясняет пути раннего проникновения огузов в дельту Волги в X веке.
На фоне хорошо выделяющегося компонента импортной керамики — хорезмийской, закавказской, ширванской — абсолютное большинство гончарной посуды из слоёв X—XII вв. составляет посуда булгарского производства, сделанная булгарскими мастерами непосредственно на месте. Столь значительные масштабы керамического производства позволяют говорить о тесных связях Самосдельского городища с Волжской Булгарией в XI—XII веках.
Город, разросшийся и ставший более благоустроенным к XI веку, как это видно из результатов раскопок, предположительно соотносится с торговым городом Саксином, о котором рассказывает средневековый путешественник, купец и писатель Абу Хамида аль-Гарнати, называя его городом гузов. Он сообщает, что в городе Саксин (Саджсин) «существует сорок племён гузов, каждое из которых обладает собственным эмиром. У них большие жилища; в каждом жилище громадная палатка, вмещающая сотню человек и укрытая войлоком». Тот же ал-Гарнати упоминает среди населения города ещё и булгар, сувар, хазар (вероятно, остатки населения, сохранившегося со времён Хазарского каганата). Причём каждое из этих племён имело свою соборную мечеть и свой квартал. Кроме того, путешественник упоминает о «тысячах» купцов из Магриба и из других стран, которых он видел в Саксине, что говорит о значительных торговых связях Саксина и об их интенсивности. По материалам раскопок на городище видно, что именно огузский и булгарский компоненты составляли основу населения Самосдельского городища XI—XIII веков, что делает ещё более вероятной локализацию Саксина именно на месте Самосдельского городища.
Город являлся центром транзитной торговли, что демонстрируется широкой географией находок из культурных слоёв XI—XIII веков.
Находки с Самосдельского городища подтверждают мнение С. П. Толстова о комплексном земледельческо-скотоводческо-рыболовецком хозяйстве полуоседлых огузов. Булгары Самосдельского городища, видимо, выполняли роль поставщиков ремесленных товаров и организаторов торговли. Даже если город, как пишет ал-Гарнати, находился под политическим господством огузов, то значение булгарской материальной культуры было весьма велико.

### Город в XIII—XIV вв.

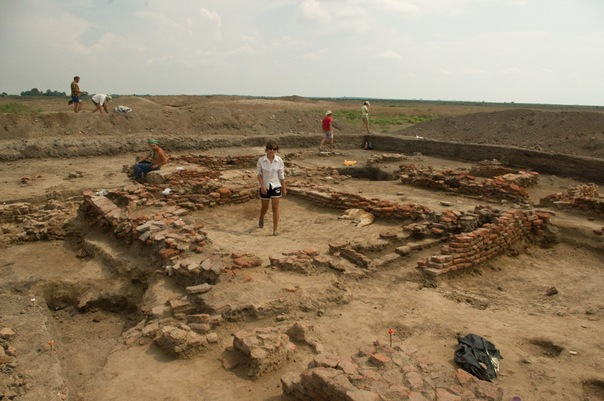
Раскопанные сооружения XIV в. на раскопе № 3

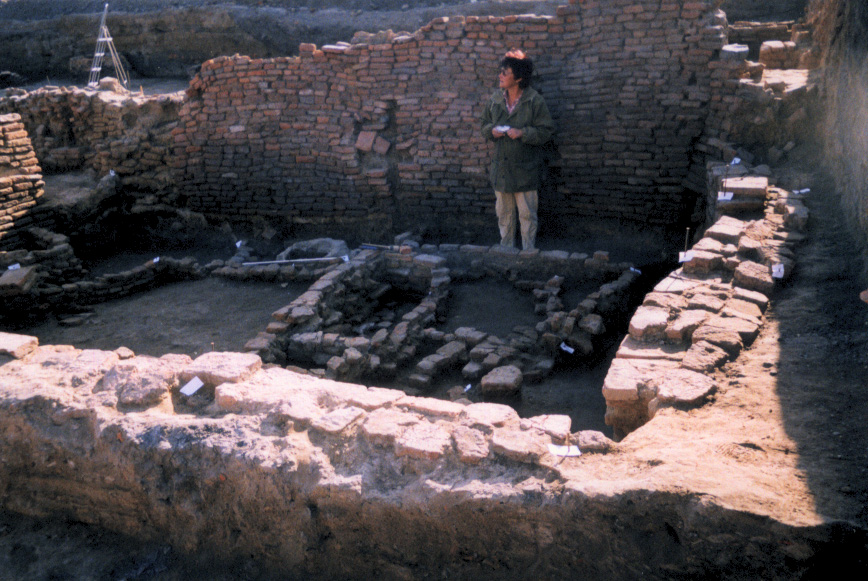
Полуподземное жилище XII—XIII вв. на раскопе № 1

В золотоордынское время площадь поселения на территории городища значительно сокращается.
В слоях XIII—XIV веков прослежены остатки сооружений домонгольского периода, разрушенных в результате внезапного монгольского нашествия. Отчётливо прослеживается слой пожарища, в котором погибли крупные городские постройки и городская инфраструктура. Наблюдаются упадок традиционной уличной планировки, обживание руин возвратившимся после катастрофы местным населением. С начала XIV века, видимо, начинается некоторый экономический подъём — с ним связаны разрушение и перепланировка руин крупных усадебных зданий домонгольского времени и строительство на их месте относительно простых жилищ, в которых сочетаются местные домостроительные традиции и мощное влияние золотоордынской культуры. Сходные процессы прослеживаются и в керамическом комплексе городища — местные традиции керамического производства в течение второй половины XIII — начала XIV века постепенно вытесняются массовой керамикой крупных золотоордынских городских центров, что объясняется оттоком населения — носителя домонгольских традиций — с территории городища. Небольшой подъём в первой половине XIV века был непродолжительным, так как уже в 1330-х годах город начал страдать от периодических затоплений и к середине XIV века был заброшен.
Гильом де Рубрук приводит сведения о городе Суммеркенте в дельте Волги: «При среднем рукаве (Волги) находится город по имени Суммеркент, не имеющий стен; но когда вода разливается, город окружается водой. Раньше, чем взять его, татары стояли под ним 8 лет. А жили в нём Аланы и Саррацины». Возможно, Гильом де Рубрук говорит здесь именно о Самосдельском городище, однако вопрос о местоположении Суммеркента нуждается в дополнительной проработке. Во всяком случае, на настоящий момент сравнение описания маршрута Рубрука через дельту Волги с природными и географическими условиями расположения Самосдельского городища не позволяет однозначно идентифицировать его как Суммеркент. Скорее всего, город Суммеркент располагался на городище Мошаик на восточной окраине современной Астрахани, а на Самосдельском городище в золотоордынское время продолжал существовать город Саксин.
В первой половине XIV века произошло резкое и быстрое повышение уровня Каспийского моря. Район городища Самосделка оказался в прибрежной зоне дельты, особенно опасной в период катастрофических нагонов. Бедствия природного характера могли послужить причиной упадка и даже гибели поселения.
Низовья Волги в XIII веке становятся столичным регионом нового государства — Золотой Орды, здесь возводятся новые величественные и многолюдные города, с которыми старый торговый центр не мог уже конкурировать.
Как писал автор начала XV века ал-Бакуви после выдержки из текста Закарии Казвини, «Саксин в настоящее время затоплен; от него не осталось и следов, но вблизи существует теперь другой город — Сарай Берке — столица государя этой страны».

## Современность

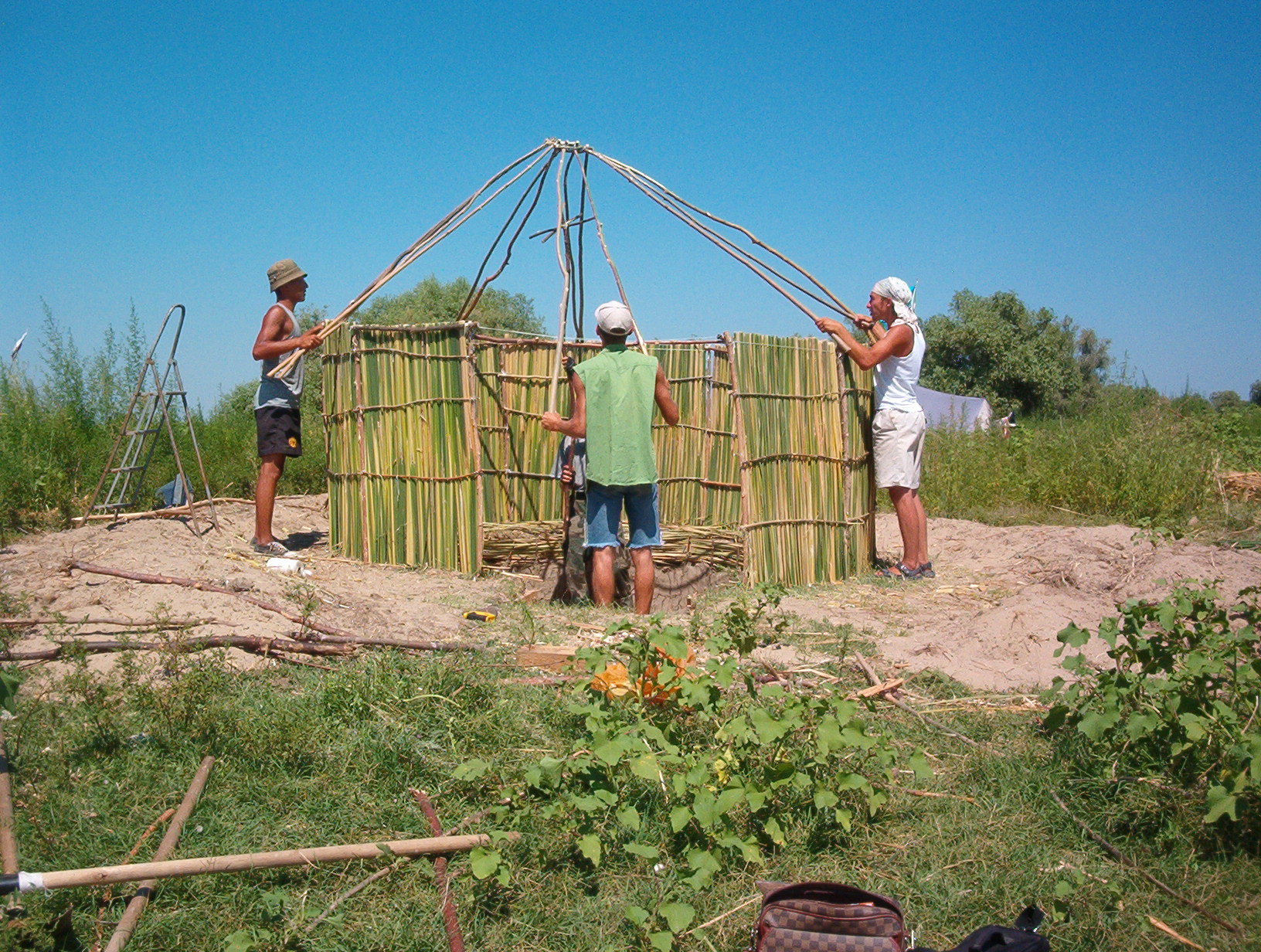
Процесс реконструкции юртообразного жилища

В 2005 году на раскопках городища побывал с визитом Губернатор Астраханской области А. А. Жилкин. В ходе встречи с археологами родилась идея создать на Самосдельском городище археологический музей под открытым небом туристической направленности.
В настоящее время в Астраханском государственном университете разработан и ждёт реализации проект по организации историко-археологического комплекса «Самосдельское городище». Комплекс будет решать экспозиционные, туристско-рекреационные и научно-исследовательские задачи и будет состоять из двух частей — из музея под открытым небом и научно-исследовательской базы.
Между тем, продолжаются научные исследования на городище и предпринимаются попытки осмысления результатов раскопок. В 2011 году проведена первая Международная научно-практическая конференция «Самосдельское городище: вопросы изучения и интерпретации», в которой приняли участие учёные-археологи из России, с Украины и из Казахстана. Выпущен сборник статей, который является первой публикацией материалов раскопок.
4—6 февраля 2009 года в штаб-квартире ЮНЕСКО в Париже состоялась презентация историко-культурного наследия Астраханской области, в рамках которой было представлено Самосдельское городище как один из наиболее интересных и значимых археологических объектов Астраханской области.

## Находки

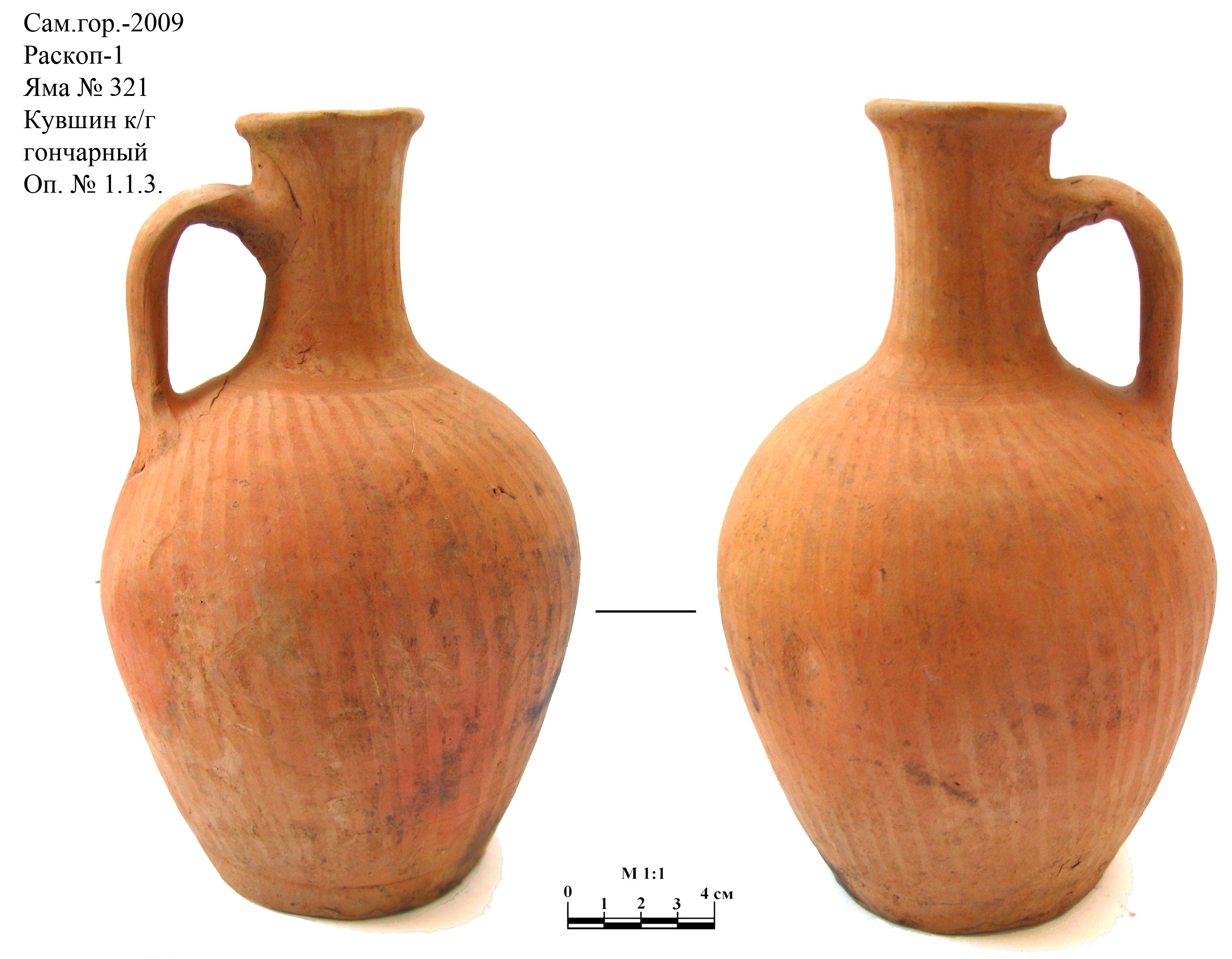
Кувшин гончарный
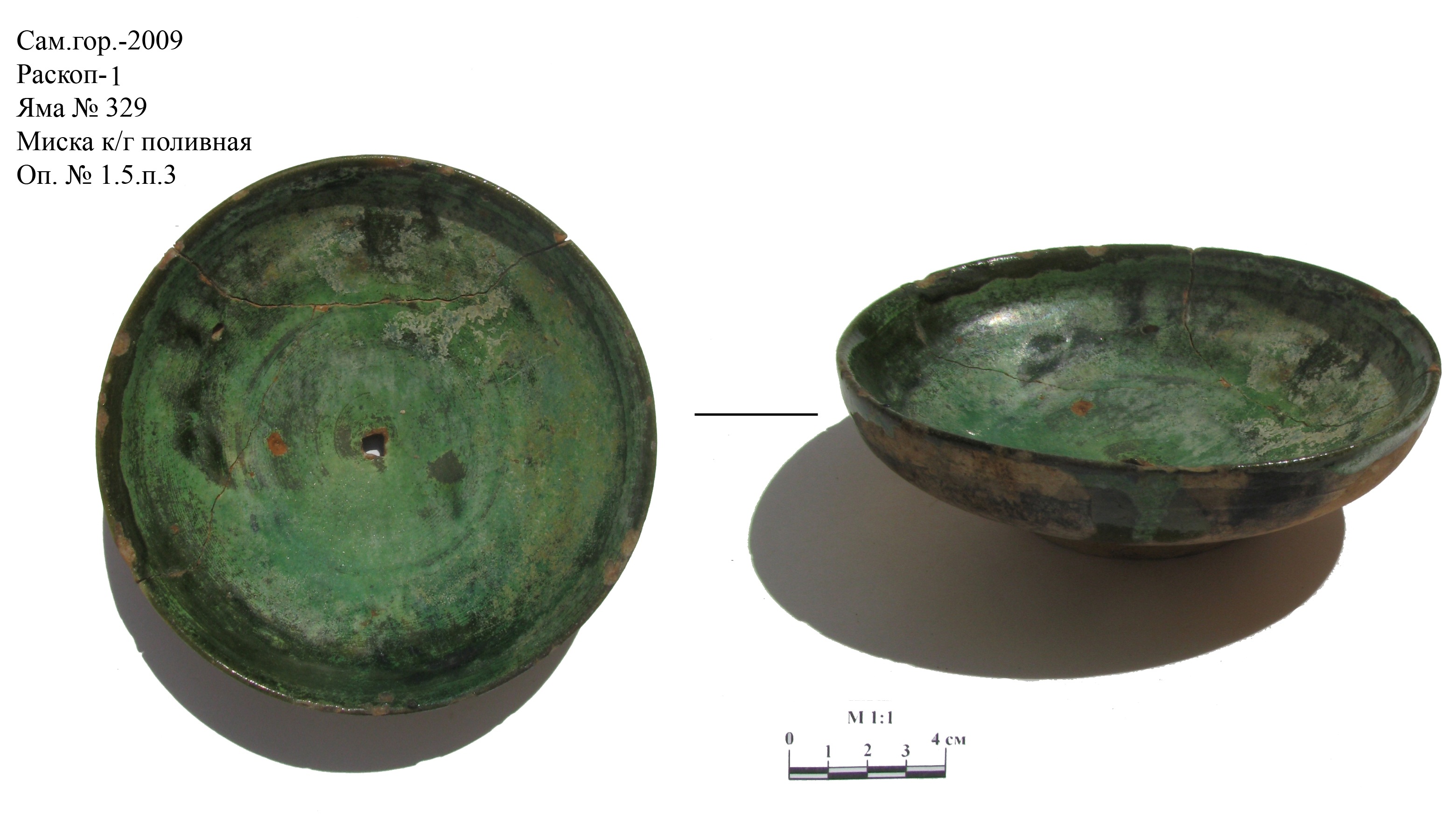
Миска поливная
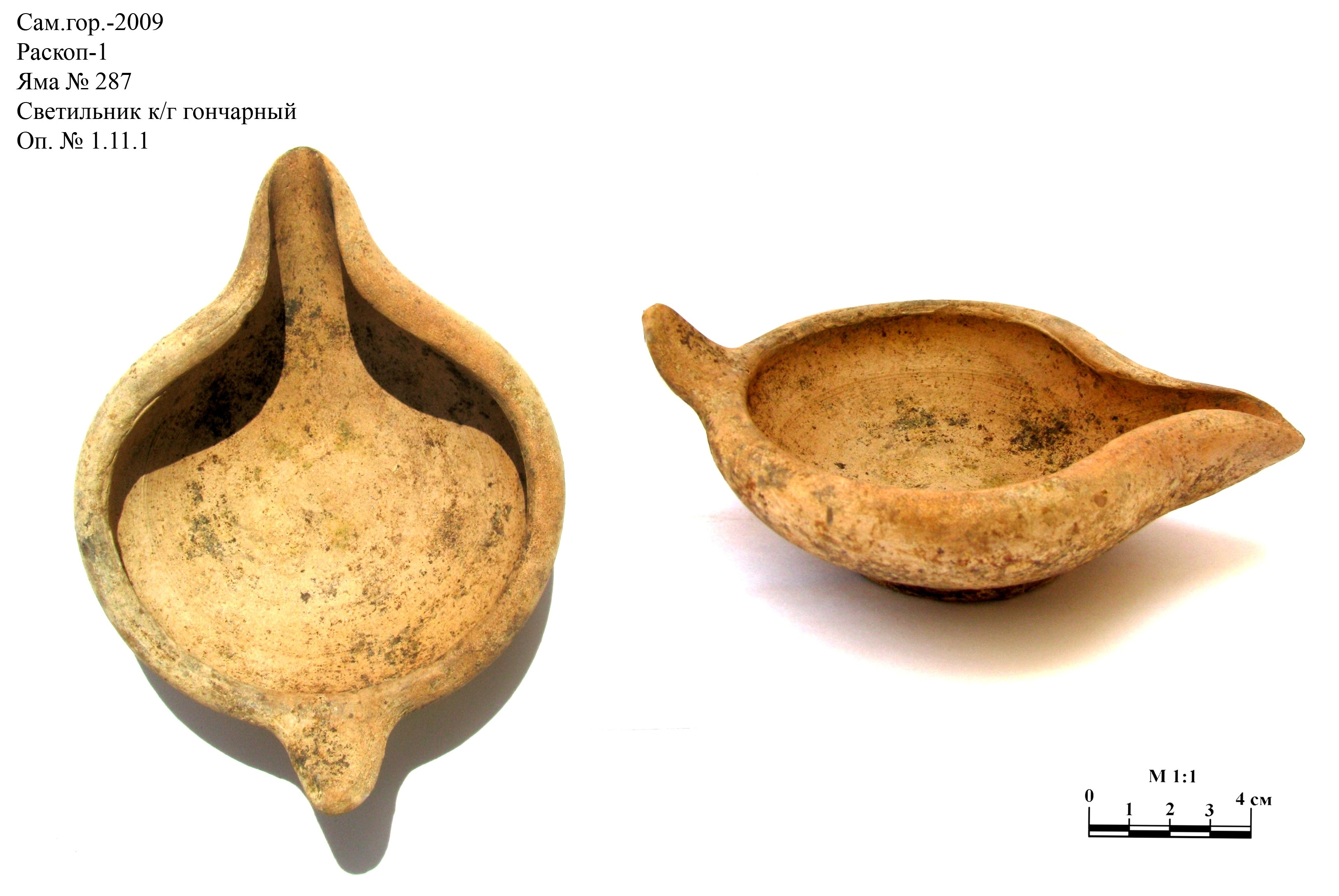
Светильник гончарный
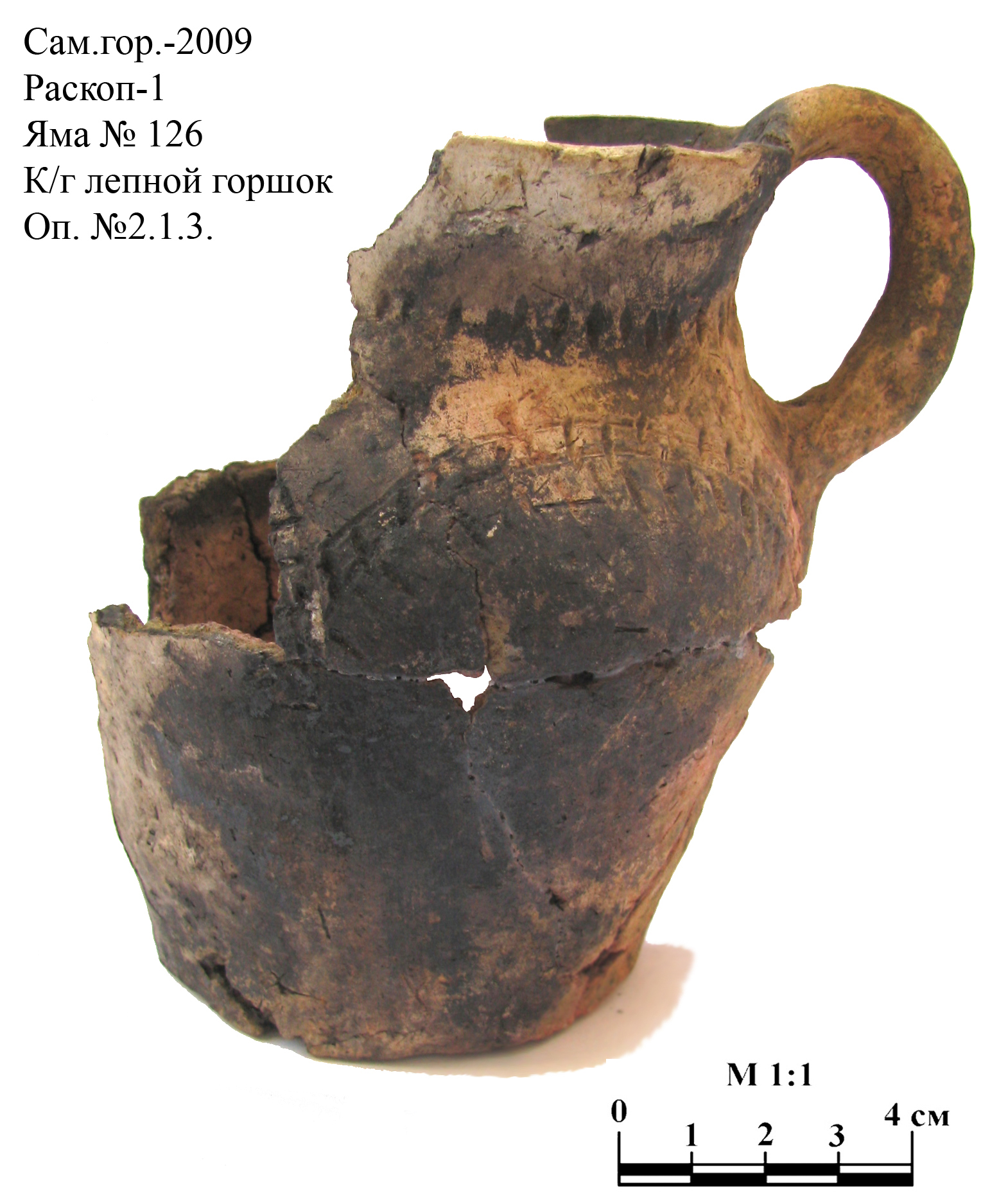
Горшок лепной
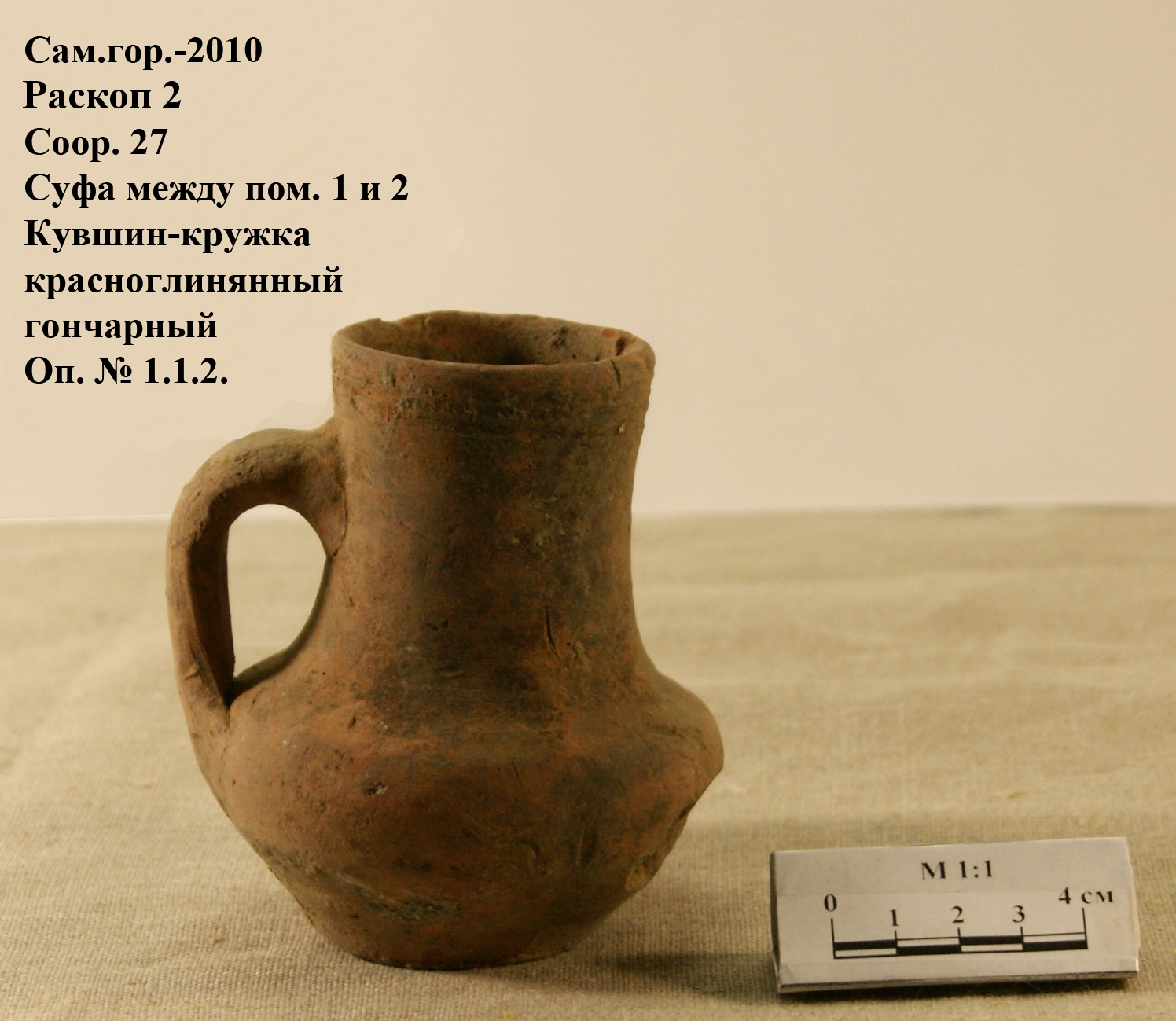
Кувшин-кружка гончарный
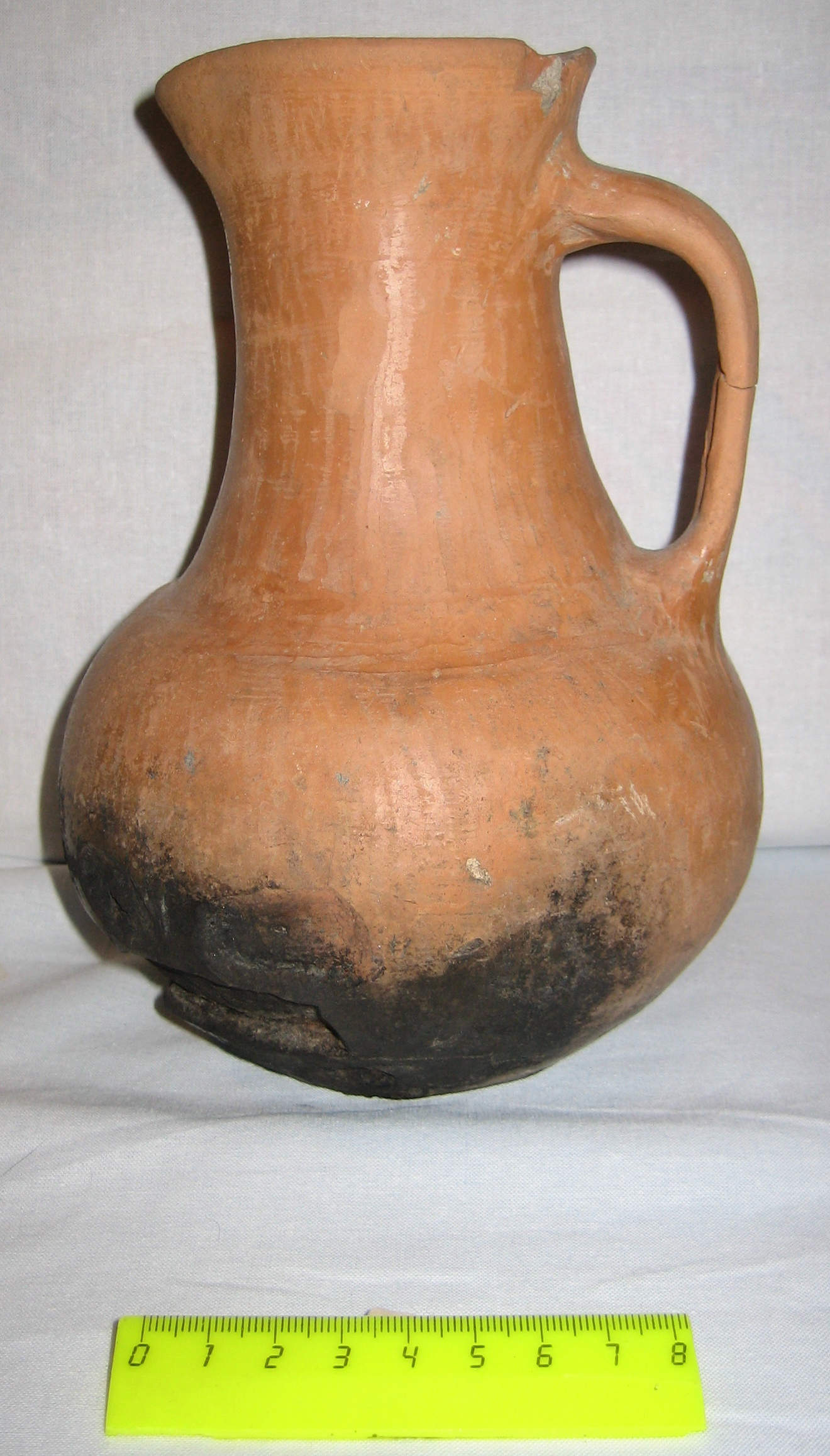
Кувшин гончарный
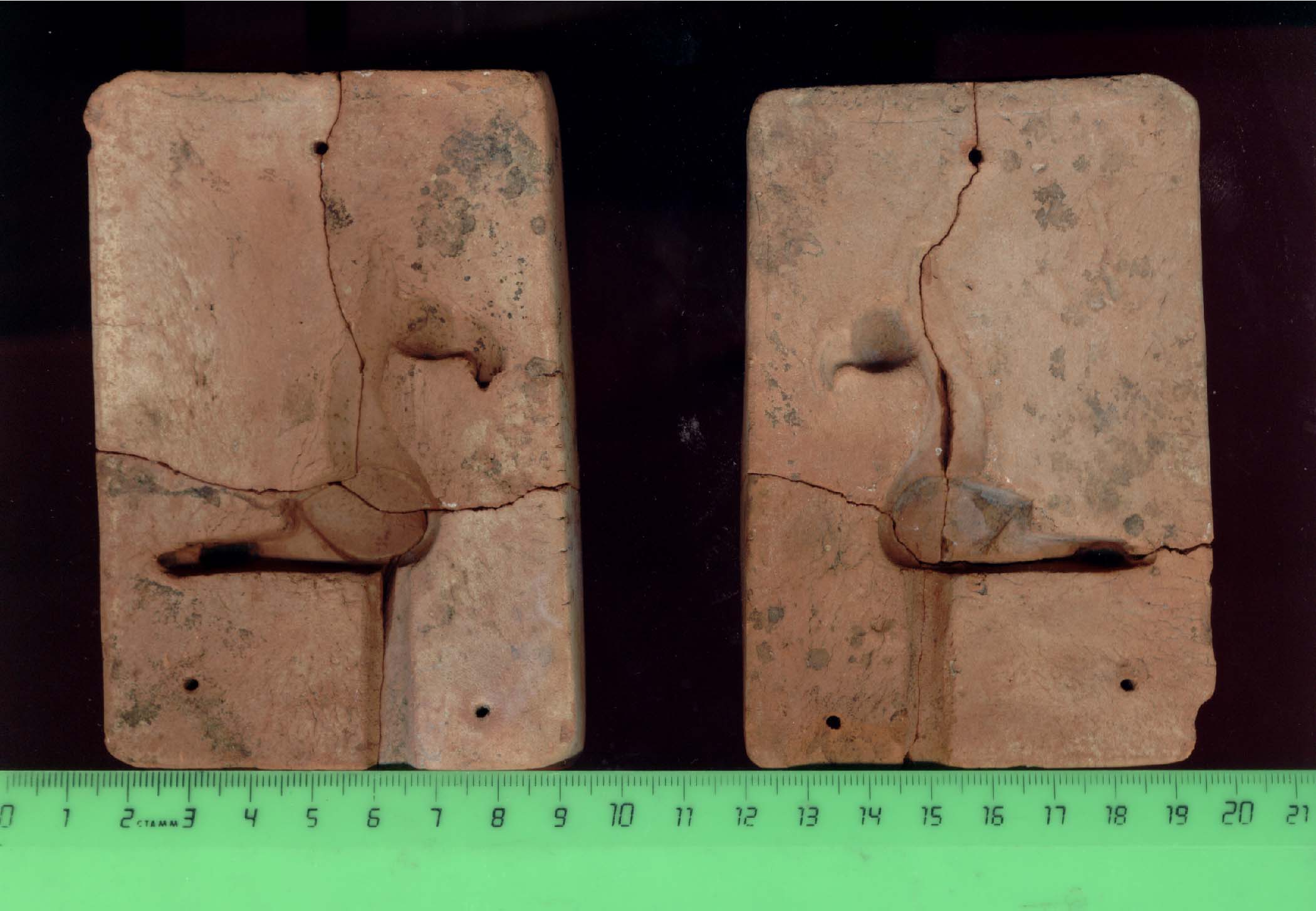
Литейная форма
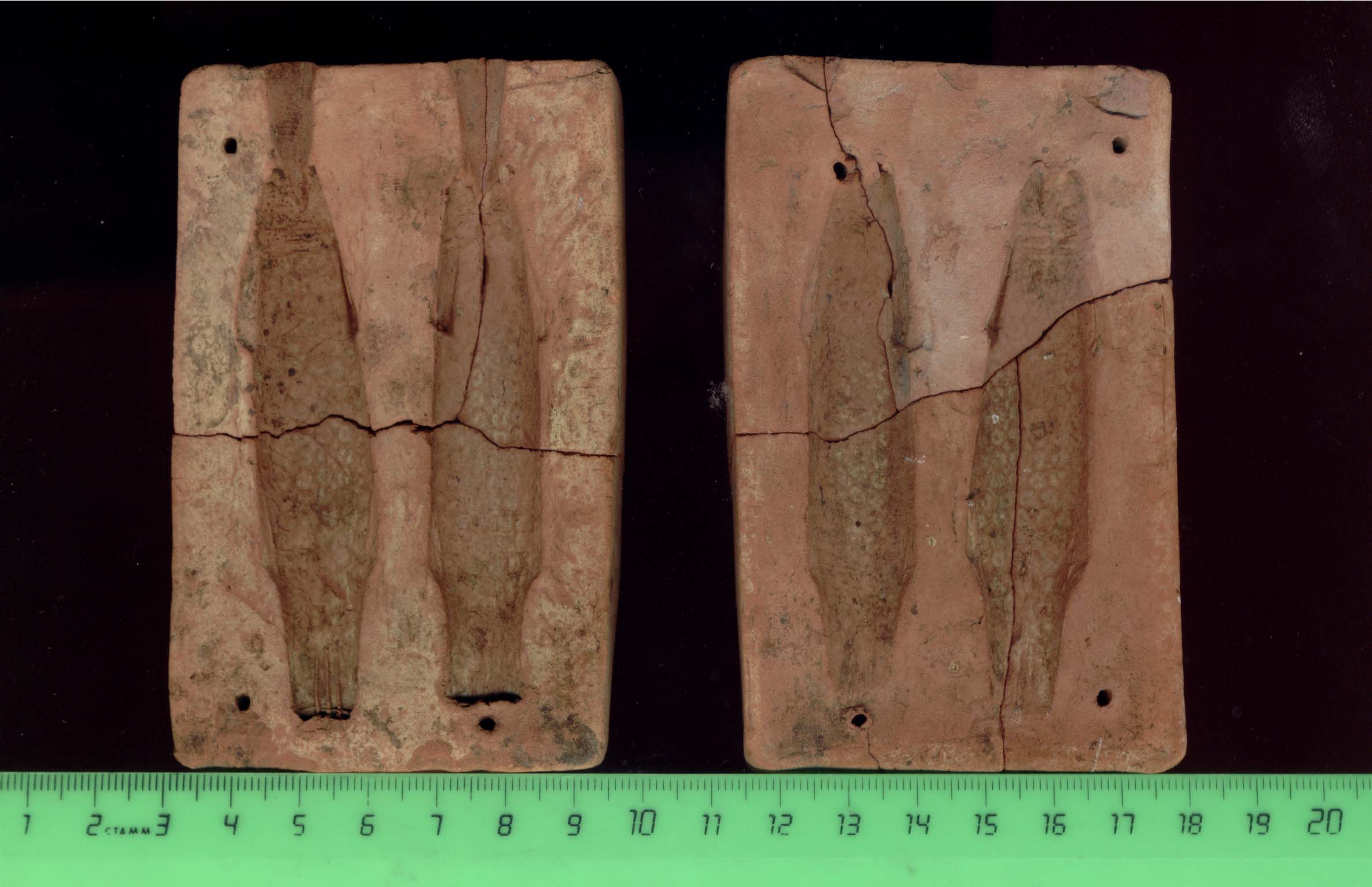
Литейная форма